# Simulação de N corpos

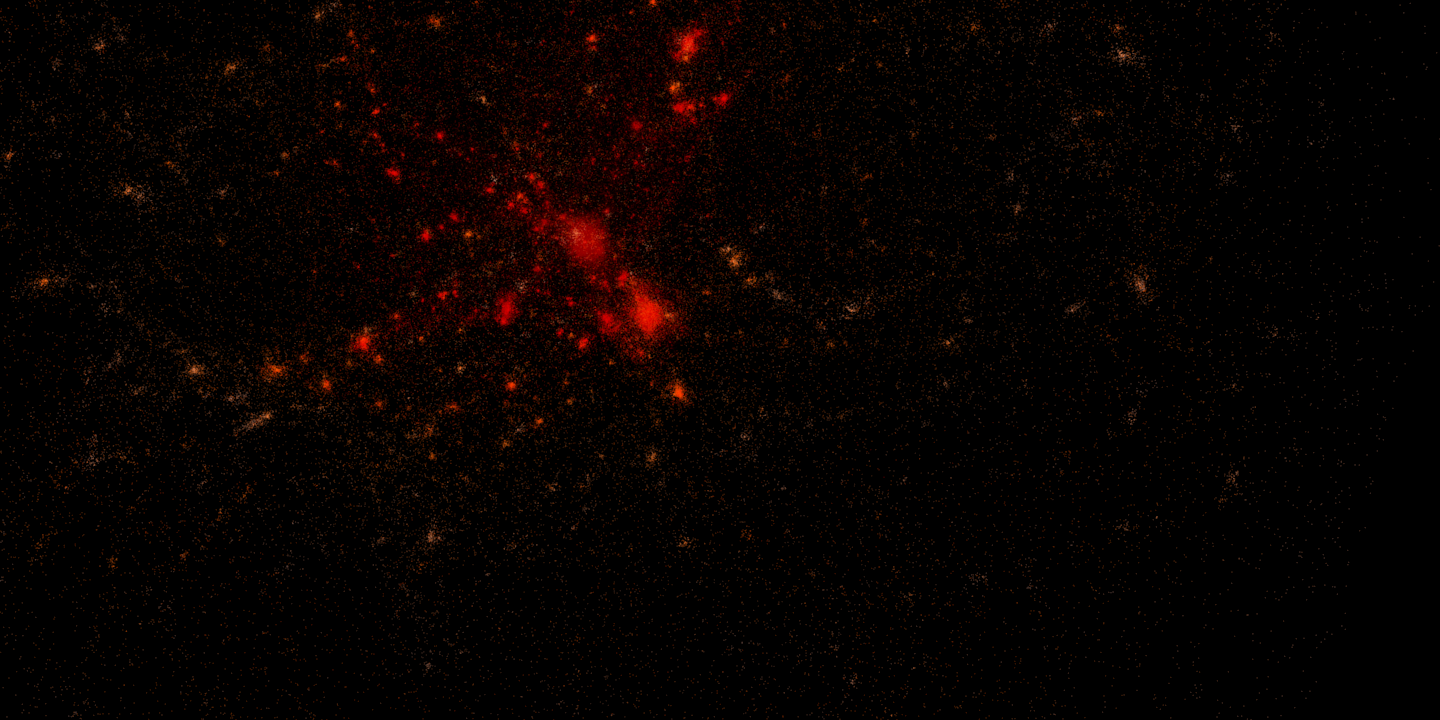
Uma simulação de N corpos da formação cosmológica de um aglomerado de galáxias, num universo em expansão.

Em física e astronomia, uma simulação de N corpos é uma simulação de um sistema dinâmico de partículas, geralmente sob a influência de forças físicas, como a gravidade (consulte o problema de N corpos para outras aplicações). As simulações de N corpos são ferramentas amplamente utilizadas em astrofísica, desde a investigação da dinâmica de sistemas de poucos corpos, como o sistema Terra-Lua-Sol, até a compreensão da evolução das estruturas em larga escala do universo . Na cosmologia física, as simulações de N corpos são usadas para estudar processos de formação de estruturas não lineares, como filamentos de galáxias e halos de galáxias, a partir da influência da matéria escura. Simulações diretas de N corpos são usadas para estudar a evolução dinâmica de aglomerados estelares.

## Natureza das partículas
As "partículas" tratadas pela simulação podem ou não corresponder a objetos físicos que estão na forma de partículas. Por exemplo, uma simulação de N corpos de um aglomerado de estrelas pode ter uma partícula por estrela, logo cada partícula tem um significado físico. Por outro lado, uma simulação de uma nuvem de gás não pode permitir ter uma partícula para cada átomo ou molécula de gás, pois isso exigiria da ordem de 1023 partículas para cada mol de material (ver constante de Avogadro), então uma única "partícula" representaria uma quantidade muito maior de gás. Essa quantidade não precisa ter nenhum significado físico, mas deve ser escolhida de forma a equilibrar precisão e requisitos de computador.

## Simulações gravitacionais diretasde Ncorpos
Em simulações gravitacionais diretas de N corpos, as equações de movimento de um sistema de N partículas sob a influência de suas forças gravitacionais mútuas são integradas numericamente sem quaisquer aproximações. Esses cálculos são usados em situações onde as interações entre objetos individuais, como estrelas ou planetas, são importantes para a evolução do sistema.

## Otimizações de cálculo
Simulações de N corpos são simples, em princípio, porque envolvem meramente integrar 6N equações diferenciais ordinárias, cujos  movimentos das partículas são definidos pela gravidade newtoniana. Na prática, o número N de partículas envolvidas é geralmente muito grande (simulações típicas incluem bilhões, a simulação Millennium incluiu dez bilhões de partículas) e o número de interações partícula-partícula que precisam ser computadas aumenta na ordem de N 2 e, assim, a integração direta destas equações diferenciais pode ser computacionalmente cara. Portanto, uma série de otimizações são comumente usadas.
A integração numérica geralmente é realizada em pequenos intervalos de tempo usando um método como a integração por salto. No entanto, toda integração numérica leva a erros. Passos menores dão erros menores, mas são executados mais lentamente. A integração por salto é aproximadamente de 2ª ordem no passo de tempo, já outros integradores, como os métodos Runge-Kutta, podem ter precisão de 4ª ordem ou muito superior.
Um dos refinamentos mais simples é que cada partícula carrega consigo sua própria variável de passo de tempo, de modo que as partículas com tempos dinâmicos muito diferentes não precisam evoluir todas para a frente na taxa daquela com o menor tempo.
Em métodos de árvore, como uma simulação de Barnes-Hut, uma octree é geralmente usada para dividir o volume em células cúbicas e apenas as interações entre partículas de células próximas precisam ser tratadas individualmente; partículas em células distantes podem ser tratadas coletivamente como uma única grande partícula centrada no centro de massa da célula distante (ou como uma expansão multipolar de baixa ordem). Isso pode reduzir drasticamente o número de interações de pares de partículas que devem ser computadas. Para evitar que a simulação seja sobrecarregada pelo cálculo das interações partícula-partícula, as células devem ser refinadas para células menores em partes mais densas da simulação que contêm muitas partículas por célula. Para simulações em que as partículas não são distribuídas uniformemente, os métodos de decomposição de pares bem separados de Callahan e Kosaraju produzem O( n registro n ) tempo por iteração com dimensão fixa.